# ستيفن ريد
ستيفن ريد (بالإنجليزية: Steven Reid)‏، من مواليد 10 مارس 1981 في كنغستون الإنجليزية، هو لاعب كرة قدم أيرلندي.
بدأ مسيرته الكروية مع نادي ميلوال الإنجليزي في عام 1997، ولعب معهم حتى عام 2003، وشارك معهم في 158 مباراة وسجل 19 هدف، ومنذ عام 2003 وهو يلعب مع نادي بلاكبيرن روفرز الإنجليزي.
و هو يلعب مع منتخب إيرلندا لكرة القدم.

## مسيرته الكروية
لعب ستيفن ريد خلال مسيرته الاحترافية مع 5 أندية في عشرون موسمًا وسجل خلالها 26 هدفًا ضمن 342 مباراة. ولم يفز بأي موسم بالكأس أو بالدوري.
خاض ستيفن ريد مسيرته مع نادي ميلوول في موسم 1997–98 ليلعب معه ستة مواسم، مشاركًا في 139 مباراة سجل خلالها 17 هدفًا. ثم انتقل إلى نادي بلاكبيرن روفرز في موسم 2003–04 ليلعب معه سبعة مواسم، حيث شارك في 113 مباراة سجل خلالها 6 أهداف. لينتقل بعدها إلى نادي وست بروميتش ألبيون في موسم 2009–10 ليلعب معه خمسة مواسم، مشاركًا في 82 مباراة سجل خلالها 3 أهداف. ثم انتقل إلى نادي بيرنلي في موسم 2014–15 لمدة موسم واحد، مشاركًا في 6 مباريات ولم يسجل أي هدف.

## روابط خارجية
- ستيفن ريد على موقع قاعدة بيانات كرة القدم.إي يو (الإنجليزية)
- ستيفن ريد على موقع ليكيب (الفرنسية)
- ستيفن ريد على موقع ناشيونال فوتبول تيمز (الإنجليزية)
- ستيفن ريد على موقع Soccerbase.com (لاعب) (الإنجليزية)
- ستيفن ريد على موقع Soccerway.com (الإنجليزية)
- ستيفن ريد على موقع عالم كرة القدم.نت (الإنجليزية)
- ستيفن ريد على موقع كووورة
- ستيفن ريد على موقع AS.com (الإسبانية)